# بورتاس
بلدية بورتاس (بالإسبانية: Portas) هي بلدية تقع في مقاطعة بونتيفيدرا التابعة لمنطقة غاليسيا شمال غرب إسبانيا.

## الديموغرافيا
يبلغ عدد سكان بلدية بورتاس 3.070 نسمة عام 2011 (وفقاً للمعهد الوطني للإحصاء الإسباني).
| 3.231 | 3.215 | 3.219 | 3.171 | 3.129 | 3.089 | 3.070 |

## أعلام
- دافيد جولدار